# Charles Van Den Born
Charles-Louis Van Den Born (ur. 11 lipca 1874 w Liège, zm. 24 stycznia 1958 w Saint-Germain-en-Laye, Francja) – belgijski kolarz torowy, brązowy medalista mistrzostw świata.

## Kariera
Największy sukces w karierze Charles Van Den Born osiągnął w 1908 roku, kiedy zdobył brązowy medal w sprincie indywidualnym zawodowców podczas mistrzostw świata w Berlinie. W zawodach tych wyprzedzili go jedynie Duńczyk Thorvald Ellegaard oraz Francuz Gabriel Poulain. Był to jedyny medal wywalczony przez Van Den Borna na międzynarodowej imprezie tej rangi. Kilkakrotnie zdobywał medale torowych mistrzostw Belgii, w tym siedem złotych. Ponadto w 1903 roku zajął drugie miejsce w Grand Prix Kopenhagi. Nigdy nie wystąpił na igrzyskach olimpijskich.